# Иннокентий (Леоферов)
Архиепископ Иннокентий (в миру Иван Михайлович Леоферов; 28 августа [9 сентября] 1890, Вологодская губерния — 6 сентября 1971, Тверь) — епископ Русской православной церкви, архиепископ Тверской и Кашинский.

## Биография
Родился 28 августа (9 сентября) 1890 года в семье сельского протоиерея Вологодской епархии. Окончил Тотемское духовное училище (1905) и Вологодскую духовную семинарию (1911), получив награду из рук епископа Вологодского и Тотемского Никона.
По окончании семинарии стал псаломщиком Богородицкой церкви в Вологде и был помощником секретаря епархиальной канцелярии.
6 августа 1912 года рукоположен в священника и служил в селе Суетино, Вологодской епархии. С 1 января 1915 — священник и законоучитель в селе Степурино.
В годы Первой мировой войны был военным священником в Карпатах. Овдовел, оставшись с четырьмя малолетними детьми; в 1917 вернулся на прежнее место службы. С 1919 года — помощник благочинного.
В 1922 году уклонился в обновленчество. В сане протоиерея был членом президиума Вологодского Епархиального управления; в 1931 году назначен уполномоченным обновленческого Священного синода по Тамбовской епархии.
С января 1935 года до 1937 года был секретарём обновленческого Тамбовского архиепископа Виктора (Путяты), вторым священником, а затем и настоятелем Покровской церкви в Тамбове.
В июне 1935 года Первоиерарх Православных Церквей в СССР обновленческий митрополит Виталий (Введенский) зачислил его кандидатом в епископы. Протоиерей Иоанн Леоферов дал согласие на архиерейскую хиротонию и был рекомендован на Белгородскую кафедру. Однако до архиерейской хиротонии дело не дошло. Когда же стали закрываться последние храмы в Тамбове, он был настоятелем Петропавловской кладбищенской церкви. В 1938 году уволен за штат по собственному желанию.
В августе 1943 года в облисполкоме состоялась беседа с обновленческим протоиереем Иоанном Леоферовым, который на тот момент работал старшим бухгалтером Тамбовской городской электростанции, во время которой ему было сказано, что общине, которую он организует, может быть передано здание бывшего кафедрального собора. При этом ему и общине было рекомендовано перейти под духовное руководство Местоблюстителя Патриаршего Престола митрополита Сергия (Страгородского). После беседы в облисполкоме уволился со службы, организовал из знакомых ему заштатных обновленческих священнослужителей и нескольких мирян инициативную группу, которая обратилась в Тамбовский горсовет с ходатайством о передаче ей здания бывшего собора.
Одновременно 19 августа 1943 года направил письмо Местоблюстителю Патриаршего Престола митрополиту Сергию, в котором сообщал об этом, добавляя, что их ходатайство находится в стадии скорого и положительного разрешения. Кандидатом на должность настоятеля храма общиной верующих выдвинут он, протоиерей Иоанн Леоферов, «как хорошо знакомый верующему населению г. Тамбова». В этом же письме он высказал мнение, что принятие через публичное покаяние считает «компрометирующим и унижающим пастыря перед лицом народа актом, подрывающим пастырский авторитет. В догматах православной церкви я не сомневался и считаю их незыблемым основанием христианства, основных канонов Православной Церкви не нарушал, кроме того лишь, что подчинялся иной церковной власти, но это компенсируется тем, что отдаю себя и своих бывших прихожан под Ваше духовное водительство, а потому смею надеяться на благожелательное разрешение для меня этого вопроса».
Патриарх Сергий на его прошении красным карандашом написал: «Советую православной общине искать себе священника среди православных, а не обновленцев».
28 сентября 1943 года, протоиерей Иоанн в заявлении на имя Патриарха Сергия сообщил, что постановлением Тамбовского горсовета от 9 сентября 1943 года при Покровской церкви г. Тамбова зарегистрирована религиозная община во главе с настоятелем протоиереем Иоанном Михайловичем Леоферовым. В то время Покровский храм был единственным действующим в городе, а о. Иоанн стал его первым настоятелем после открытия.
Так как ответа на это письмо не последовало, протоиерей Иоанн через некоторое время написал новое прошение, в котором сообщал, что 14 октября «по просьбе верующих по совершению освящения храма малым чином приступили к совершению богослужений без Вашего благословения». Поскольку приход был обновленческим, он ещё раз просил прислать вызов в Москву для принятия под духовное руководство, получения благословения и святого Мира.
В начале декабря И. М. Леоферов был вызван в Москву, где 8 декабря состоялось заседание Священного Синода, который поручил архиепископу Саратовскому и Сталинградскому Григорию (Чукову) присоединить Тамбовскую общину и священника Леоферова к Православной Церкви через покаяние и отречение от обновленчества и взять православные приходы Тамбовской области под своё окормление.
22 декабря 1943 года протоиерей Иоанн Леоферов прибыл в Саратов к епископу Григорию и предоставил ему выписку из журнала № 17 заседания Священного Синода от 8 декабря 1943 года. Во исполнение этого определения Священного Синода, после уяснения в подробной беседе характера личности, бывшей деятельности и искренности раскаяния священника Леоферова, архиепископ Григорий (Чуков) предложил ему изложить письменно отречение от обновленчества, что он и исполнил. На следующий день, 23 декабря, священник Леоферов в Саратовском соборе был исповедан и после разрешительной молитвы приобщён Святых Таин. Был принят в патриаршую церковь в сане иерея, который имел на момент ухода в обновленчество.
25 декабря архиепископ Григорий прибыл в Тамбов. В Покровской церкви перед Всенощным бдением, при входе его в храм и встрече духовенством по чину, священник Иоанн Леоферов в приветственной речи в присутствии общины верующих повторил своё отречение от обновленчества и от имени всей общины и причта просил о прощении и принятии в каноническое общение с Московской Патриархией.
В январе 1944 года Патриаршим распоряжением священник Иоанн Леоферов как «содействовавший обращению многих и как настоятель храма» был награждён саном протоиерея.
С 1 февраля 1944 года — настоятель Покровского храма и секретарь Тамбовского архиепископа Луки (Войно-Ясенецкого), который обновленцев не любил и, по-видимому, назначил Иоанна Леоферова на такую должность не по своей воле. Через протоиерея Иоанна Леоферова местному уполномоченному становились известны высказывания и действия архиепископа Луки.
24 марта того же года в «Правде» была напечатана его краткое послание на имя Сталина: «Мои два сына в рядах Красной Армии защищают любимую Родину от немецких захватчиков, а я из своих сбережений вношу в фонд обороны страны 10 000 рублей и молитвенно желаю родной Красной Армии, руководимой Вами, скорой и полной победы над коварным врагом».
Затем был зачислен, по своей просьбой, в братию Почаевской лавры.
16 апреля 1949 года пострижен в монашество с именем Иннокентий в честь преподобного Иннокентия Вологодского, подвизался в Почаевской лавре. В том же году был назначен проповедником и заведующим Лаврской библиотекой.
Советская власть опутала Лавру множеством запретов и ограничений, обложила её огромными налогами. В 1950 скоропостижно скончался наместник Лавры архимандрит Иосиф (Забарный) и Иннокентий был назначен наместником Лавры. Был исполняющим обязанности до 1951 года, затем утверждён в этой должности. Братия во главе с архимандритом Иннокентием вела послевоенное восстановление семи действующих храмов Лавры, продолжала возвращение униатов в Православие.
13 декабря 1953 года в Киеве, в Владимирском соборе, был возведен в епископа Кировоградского и Николаевского . Чин хиротонии совершали: митрополит Киевский и Галицкий Иоанн (Соколов) и епископы Уфимский и Стерлитамакский Иларион (Прохоров), Мукачевский и Ужгородский Иларион (Кочергин), Сумской и Ахтырский Евстратий (Подольский) и Уманский Нестор (Тугай).
Находясь на этой кафедре, он успешно противостоял попыткам советских властей закрыть Рождество-Богородицкий кафедральный собор.
28 августа 1958 года назначен на Алма-Атинской и Казахстанскую кафедру с возведением в сан архиепископа.
В августе 1960 года уволен на покой.
С 23 ноября 1960 года — архиепископ Калининский и Кашинский.
До приезда владыки советской властью были закрыты 22 храмы, почти половина из оставшихся, и только стараниями архиепископа Иннокентия 16 храмов были вскоре возвращены епархии. «Я вспоминаю, как был на фронте в 1916 году там, в Карпатах. Теперь мне выпали такие же тяжёлые дни».
Умер 6 сентября 1971. Похоронен на Николо-Малицком кладбище в городе Тверь.